# Kheta Sarai
Kheta Sarai is een nagar panchayat (plaats) in het district Jaunpur van de Indiase staat Uttar Pradesh. 

## Demografie
Volgens de Indiase volkstelling van 2001 wonen er 16.228 mensen in Kheta Sarai, waarvan 52% mannelijk en 48% vrouwelijk is. De plaats heeft een alfabetiseringsgraad van 50%. 